# Записки иностранцев о Российской империи
Записки иностранцев о Российской империи — свод мемуарных и путевых заметок иностранцев, бывших в России в XVIII — начале XX века.

## XVIII век
- Перри, Джон
  - Состояние России при нынешнем царе. (1716).
- Алларт, Людвиг Николай — генерал.
  - Начал писать историю Петра I. Перевод первого тома неоконченной истории Алларта хранится в рукописи в Эрмитажной библиотеке. Отрывок из неё напечатан П. M. Строевым в «Северном Архиве» 1822 года (кн. 1-я, стр. 3—25, 117—143), под заглавием: «Подробное описание осады г. Нарвы и сражения под сим городом в 1700 г.».
- Моро де Бразе, Жак — кавалерийский капитан на русской службе
  - Записки бригадира Моро-де-Бразе (переведены А. С. Пушкиным)
- фон Врех, Курт Фридрих — капитан на русской службе
- Адлерфельд, Густав — камергер Карла XII, автор дневника о Северной войне
- Брюйн, Корнелис де — художник и писатель.
  - «Reizen over Moskovie, door Persie en Indie» (Путешествие через Московию в Персию и Индию) (1711)
- Лириа, Джеймс Фитцджеймс — первый посол Испанского королевства в России (1727—1730).
  - Лирия де. Записки герцога де-Лирия-Бервика, бывшего Испанским послом при Российском дворе, с 1727 по 1831 год // Сообщ. И. П. Сахаров Сын отечества. — 1839. — Т. 12. — Отд. 3. — С. 71—125. Архивировано 3 ноября 2013 года.
- Берхгольц, Фридрих Вильгельм
- Шарль де Бомон Д’Эон
- Рюльер, Клод Карломан — поэт, писатель. Секретарь французского посольства во время гибели Петра III
  - «Histoire ou anecdotes sur la révolution de Russie en 1762» (1797) («История и анекдоты о революции в России 1762 года»)
- Казанова, Джакомо
  - «Мемуары Казановы»
- Миних, Бурхард Кристоф
  - Записки иностранцев о России в XVIII столетии. Записки фельдмаршала Миниха. Перевод с французского. Редакция издания и примечания С. Н. Шубинского. Издание Я. А. Исакова. С.-Петербург. 1874. XXIX и 406 стр.
- Шапп, Жан д’Отрош
  - «Путешествие в Сибирь по приказу короля в 1761 г.;. . .»
- Сегюр, Луи-Филипп — французский посол во времена Екатерины.
  - Записки о пребывании в России в царствование Екатерины II
- Корберон, Мари Даниель Бурре де — французский дипломат, с 1775 года находившийся в составе дипломатической миссии в России.
  - Мари Даниель Буррэ де Корберон. Интимный дневник шевалье де-Корберона, французского дипломата при дворе Екатерины II.
- Паллас, Петер Симон — ученый.
  - «Путешествие по разным провинциям Российского государства» (СПб., 1773—1788; первая часть вышла вторым изданием в 1809 году).
  - Другие многочисленные научные сочинения, см. библиографию
- Миранда, Франсиско - посетил Россию в 1786-1787 гг.
  - Франсиско де Миранда. Путешествие по Российской империи. — М.: Наука, 2001.
- Виже-Лебрён, Элизабет — портретистка. Работала в России в 1795—1801 гг.
  - «Воспоминания г-жи Виже-Лебрен о пребывании её в Санкт-Петербурге и Москве, 1795—1801: С приложением её писем к княгине Куракиной» (СПб.: Искусство-СПб., 2004. — 298 с.).
- Экипаж корабля «Синсё-мару»
  - Краткие вести о скитаниях в северных водах («Хокуса монряку»).
  - Оросиякоку суймудан
- Жоржель, Жан Франсуа, fr:Jean-François Géorgel. Был в России в 1799—1800. Оставил дневник
  - Путешествие в Петербург аббата Жоржеля в царствование императора Павла I. — М.,1913.
- де Бре, Франсуа Габриэль, также Franz Gabriel von Bray
  - Записки баварца о России времен императора Павла // Русская старина. № 8–10. 1899.

## XIX век
- Японские моряки
  - «Удивительные сведения об окружающих Землю морях» (1807)
- Местр, Жозеф де
  - «Санкт-Петербургские вечера». СПб., 1998
  - Петербургские письма, 1803—1817. — СПб., 1995.
- Коленкур, Арман де
  - «Записные книжки Армана де Коленкура». Посвящены 1808—1811 годам. (Коленкур А.-О. Л. де. Из записной книжки Коленкура. // Русский архив. — 1908. — № 4-5. — Кн. 1._
  - Коленкур А.-О. Л. де. Поход Наполеона в Россию. — Смоленск, 1991.
- Сталь, Анна де
  - «Десять лет в изгнании»
- Вильмот, Марта и Кэтрин
  - Письма из России
- Джонстон, Роберт (1783-1839)
  - Travels Through Part of the Russian Empire and the Country of Poland; Along the Southern Shores of the Baltic. - London, 1815.
- Дюпре де Сен–Мор, был в России в 1815—1820 гг.
  - Dupre de Saint-Maure E. L’Hermite en Russie, ou Observations sur les maure et les usages russes au commencement du XIX siècle. — Paris, 1929.
- Холман, Джеймс, посетил Россию в 1822 г.
  - Travels Through Russia, Siberia, Poland, Austria, Saxony, Prussia, Hanover: Undertaken During 1822, 1823, and 1824, While Suffering from Total Blindness. - London, 1825.
- Жан–Франсуа Гамба совершил путешествие по Южной России
- Аугустус Боцци Гранвилл посетил Россию в 1827 г.
  - St. Petersburgh: A Journal of Travels to and From That Capital; Through Flanders, the Rhenich Provinces, Prussia, Russia, Poland, Silesia, Saxony, the Federated States of Germany, and France. - London, 1828.
- Жан–Батист Мей
  - «Санкт-Петербург и Россия в 1829 году» (May J-B. Sante-Pétersbourg et la Russie en 1829. — Paris, 1830.)
- Поль де Жульвекур
  - Julvécourt P. de Autour du monde. — Paris, 1834.
- Кюстин, Астольф де
  - «Россия в 1839 году»
- Фридрих фон Гагерн
  - Дневник путешествия по России в 1839 году
- Жак Ансело
  - Ancelot J. Six Mois en Russie. Lettres écrites à M.X.B. Saintine en 1826, à l’époque du courennement de S.M. l’empereur. — Paris, 1827.
- Пфейффер, Ида, совершила кругосветное путешествие в 1846-1848 гг., в 1848 г. посетила Российскую Империю
  - «Путешествие женщины вокруг света» (Москва, 1862–1867).
- Споттисвуд, Уильям,  совершил поездку по России в 1856 г.
- Дюма, Александр (отец), провёл год в России (1858—1859).
  - «Путевые впечатления. В России».
- Пети, Альфонс, личный повар министра юстиции графа В.Н. Панина
  - Petit, Alphonse. Gastronomie en Russie / par A. Petit, chef de cuisine de son excellence Monsieur le comte Panine, ministre de la justice. Paris: Chez l'auteur, 1860
- Льюис Кэрролл
  - Дневник путешествия в Россию в 1867 году. М., 2004.
- Марк Твен, побывал в России в 1867 г.
  - "Простаки за границей, или Путь новых паломников".
- Финш, Отто
  - Путешествие в Западную Сибирь. - М., 1882.
- Теофиль Готье
  - «Путешествие в Россию»
- Швейниц, Ганс Лотар
  - При дворе Александра II. Мемуары германского посла. СПб., 2022.
- Ридли, Джеймс Картмелл, посетил Урал и Зауралье в 1897 г.

```
...
```

## XX век
- Рид, Джон
  - Десять дней, которые потрясли мир. 1919.